# Elecciones para gobernador de California de 2014
La elección para gobernador de California de 2014 tuvo lugar el 4 de noviembre.

## Candidatos

### Partido Republicano
- Richard Aguirre, inversor inmobiliario y candidato demócrata a gobernador en 2010[2]
- Glenn Champ, empresario e ingeniero[2][3]
- Tim Donnelly, asambleísta estatal y fundador del Proyecto Minuteman
- Neel Kashkari, exsubsecretario interino del Departamento del Tesoro de los Estados Unidos para la estabilidad financiera[4]
- Alma Marie Winston

### Partido Demócrata
- Akinyemi Agbede, candidato a alcalde del Condado de Orange (Florida) en 2010
- Jerry Brown, gobernador titular de California

### Partido Verde
- Luis Javier Rodríguez, autor, activista progresista y candidato del Partido de la Justicia para vicepresidente de los Estados Unidos en 2012[5]

### Partido Paz y Libertad
- Cindy Sheehan, activista pacifista y nominada por el Partido Paz y Libertad para vicepresidenta de los Estados Unidos en 2012

### Independientes
- Bogdan Ambrozewicz, propietario de una pequeña empresa, candidato independiente al Senado Estatal de California en 2012 y candidato republicano a la Asamblea estatal en 2011[6]
- Janel Buycks, ministra y empresaria[2][7]
- Rakesh Kumar Christian, propietario de una pequeña empresa, candidato independiente a gobernador en 2010
- Joe Leicht, operador de campo de golf[2]
- Robert Newman, psicólogo, agricultor y candidato republicano a gobernador en 2003, 2006 y 2010[2]

## Resultados

### Elección primaria
|       | Demócrata      | Jerry Brown             | 2,354,769 | 54.34  |
|       | Republicano    | Neel Kashkari           | 839,767   | 19.38  |
|       | Republicano    | Tim Donnelly            | 643,236   | 14.85  |
|       | Republicano    | Andrew Blount           | 89,749    | 2.07   |
|       | Republicano    | Glenn Champ             | 76,066    | 1.76   |
|       | Verde          | Luis Javier Rodríguez   | 66,872    | 1.54   |
|       | Paz y Libertad | Cindy Sheehan           | 52,707    | 1.22   |
|       | Republicano    | Alma Marie Winston      | 46,042    | 1.06   |
|       | Independiente  | Robert Newman           | 44,120    | 1.06   |
|       | Demócrata      | Akinyemi Agbede         | 37,024    | 0.85   |
|       | Republicano    | Richard William Aguirre | 35,125    | 0.81   |
|       | Independiente  | Bogdan Ambrozewicz      | 14,929    | 0.35   |
|       | Independiente  | Janel Hyeshia Buycks    | 12,136    | 0.28   |
|       | Independiente  | Rakesh Kumar Christian  | 11,142    | 0.26   |
|       | Independiente  | Joe Leicht              | 9,307     | 0.22   |
| Total | Total          | Total                   | 4,333,028 | 100.0% |

### Elección general
| Elección para gobernador de California de 2014 | Elección para gobernador de California de 2014 | Elección para gobernador de California de 2014 | Elección para gobernador de California de 2014 | Elección para gobernador de California de 2014 | Elección para gobernador de California de 2014 |
| Partido                                        | Partido                                        | Candidato/a                                    | Votos                                          | %                                              |                                                |
| ---------------------------------------------- | ---------------------------------------------- | ---------------------------------------------- | ---------------------------------------------- | ---------------------------------------------- | ---------------------------------------------- |
|                                                | Demócrata                                      | Jerry Brown                                    | 4,388,368                                      | 59.97%                                         |                                                |
|                                                | Republicano                                    | Neel Kashkari                                  | 2,929,213                                      | 40.03%                                         |                                                |
| Total                                          | Total                                          | Total                                          | 7,317,581                                      | 100.0%                                         |                                                |
|                                                | Control Demócrata                              |                                                |                                                |                                                |                                                |